# Discografia de Louis Jordan
Louis Jordan (8 de julho de 1908 - 4 de fevereiro de 1975) foi um pioneiro americano de jazz, blues e rhythm & blues. Músico, compositor e líder de banda que teve uma enorme popularidade desde o final dos anos 1930 ao início dos anos 1950. Conhecido como "O Rei da Jukebox", vendeu mais de 4 milhões de singles.

## Discografia parcial

### Lançamentos pela Decca Records
| Matriz      | Lançamento                                    | Faixas                                                                                     |
| ----------- | --------------------------------------------- | ------------------------------------------------------------------------------------------ |
| 7609        | 29 de Março de 1939                           | - Keep A-Knockin - At the Swing Cats' Ball                                                 |
| 8560        | 2 de Abril de 1941                            | - Brotherly - Love Saxa-Woogie                                                             |
| 8593 23628  | 22 de Novembro de 1941 15 de Novembro de 1941 | - I'm Gonna Move To The Ooutskirts Of Town - Knock Me Kiss                                 |
| 8605        | 22 de Novembro de 1941                        | - The Green Grass Grows All Around                                                         |
| 8627        | 15 de Novembro de 1941 22 de Novembro de 1941 | - Small Town Boy - Mama Mama Blues                                                         |
| 8638        | 21 de Julho de 1942                           | - I'm gonna leave you on the outskirts of town - It's a low down dirty shame               |
| 8645 23629  | 21 de Julho de 1942                           | - What's The Use of Getting Sober - The Chicks I Pick Are Slender And Tender And Tall      |
| 8653        | 21 de Julho de 1942                           | - That'll Just 'Bout Knock Me Out - Five Guys Named Moe                                    |
| 8654        | 4 de Outubro de 1943                          | - Ration Blues - Deacon Jones                                                              |
| 8659        | 4 de Outubro de 1943                          | - G.I.Jive - Is You Is or Is You Ain't (Ma' Baby)                                          |
| 8668        |                                               | - You Can't Get That No More - Mop! Mop!                                                   |
| 8670        | 19 de Abril de 1945                           | - Caldonia - Somebody Done Changed The Lock on My Door                                     |
| 18734       |                                               | - Don't Worry 'Bout That Mule - Buzz Me                                                    |
| 18762       |                                               | - Reconversion Blues - Salt Pork, West Virginia                                            |
| 18818 23931 |                                               | - Beware - Don't Let The Sun Catch You Cryin'                                              |
| 23546       | 9 de Outubro de 1945                          | - Stone Cold Dead In The Market (com Ella Fitzgerald) - Petootie Pie (com Ella Fitzgerald) |
| 23610       |                                               | - That's Chick's Too Young To Fry - Choo Choo Ch'Boogie                                    |
| 23630       | 21 de Julho de 1942                           | - Is You Is or Is You Ain't - Five Guys Named Moe                                          |
| 23631       | 21 de Julho de 1942 15 de Novembro de 1941    | - It's A Low Down Dirty Shame - Mama Mama Blues                                            |
| 23669       |                                               | - Ain't That Just Like A Woman - If It's Love You Want Baby, That's Me                     |
| 23741       | 1946                                          | - Let The Good Times Roll - Ain't Nobody Here But Us Chickens                              |
| 23810       | 1947                                          | - Texas And Pacific - I Like 'Em Fat Like That                                             |
| 23841       | 23 de Janeiro de 1947                         | - Open the Door Richard! - It's So Easy                                                    |
| 23901       |                                               | - I Know What You're Puttin' Down - Jack, You're Dead                                      |
| 24108       |                                               | - Boogie Woogie Blue Plate - Sure Had a Wonderful Time                                     |
| 24155       |                                               | - Look Out - Early In The Mornin'                                                          |
| 24300       |                                               | - Barnyard Boogie - How Long Must I Wait For You                                           |
| 24381       | 1 de Dezembro de 1947                         | - Reet, Petite and Gone - Inflation Blues                                                  |
| 24448       |                                               | - Run Joe - All For The Love of Lil                                                        |
| 24483       | 18 de Dezembro de 1947 24 de novembro de 1947 | - Don't Burn The Candle At Both Ends - We Can't Agree                                      |
| 24502       | 18 de Dezembro de 1947                        | - You're On The Right Track Baby - Daddy-O                                                 |
| 24527       | 1 de Dezembro de 1947 18 de Dezembro de 1947  | - Pettin' and Pokin' - Why'd You Do It Baby                                                |
| 24571       | 24 de novembro de 1947                        | - Have You Got The Gumption - Roamin' Blues                                                |
| 24587       | 2 de Julho de 1949                            | - You Broke Your Promise - Safe, Sane And Single                                           |
| 24633       |                                               | - Every Man To His Own Profession - Cole Slow                                              |
| 24673       | 24 de novembro de 1947                        | - Bean And Cone Bread - Chicky-Mo, Craney-Cro                                              |
| 24725       |                                               | - Saturday Night Fish Fry                                                                  |
| 24815       |                                               | - School Days                                                                              |
| 24877       |                                               | - Push Ka Pee She Pie - Hungry Man                                                         |
| 25394       | 24 de Janeiro de 1941 2 de Abril de 1941      | - Pinetop's Boogie Woogie - Saxa-Woogie                                                    |
| 27058       |                                               | - Onions                                                                                   |
| 27114       |                                               | - Blue Light Boogie                                                                        |
| 27129       |                                               | - I Want A Roof Over My Head (And Bread on My Table) - Show Me How (You Milk The Cow)      |
| 27203       |                                               | - Tambouritza Boogie - Trouble Then Satisfaction                                           |
| 27324       |                                               | - (You Dyed Your Hair) Chartreuse - Lemonade                                               |
| 27428       |                                               | - It's A Great Great Pleasure - Tear Drops From My Eyes                                    |
| 27547       |                                               | - Weak Minded Blues - Is My Pop In There                                                   |
| 27620       |                                               | - I Can't Give You Anything But Love - You Will Always Have A Friend                       |
| 27694       |                                               | - Please Don't Leave Me - Three Handed Woman                                               |
| 27784       |                                               | - Trust In Me - Cook-A-Doodle Doo                                                          |
| 27806       |                                               | - May Every Day Be Christmas - Bone Dry                                                    |
| 27898       |                                               | - Lay Something On The Bar (Besides Your Elbows)                                           |
| 27969       |                                               | - Louisville Lodge Meeting - Work Baby Work                                                |
| 28088       |                                               | - Slow Down - Never Trust A Woman                                                          |
| 28211       |                                               | - Junco Partner - Azure-Te                                                                 |
| 28225       |                                               | - Oil Well Texas - Jordan For President                                                    |
| 28335       |                                               | - All of Me - There Goes My Heart                                                          |
| 28444       | 20 de Janeiro de 1947 1 de Dezembro de 1947   | - Friendship - You're Much Too Fat                                                         |
| 28543       |                                               | - You Didn't Want Me Baby - A Man's Best Friend Is A Bed                                   |
| 28664       |                                               | - It's Better To Wait For Love - Just Like A Butterfly                                     |
| 28756       |                                               | - Hog Wash - House Party                                                                   |
| 28820       |                                               | - There Must Be A Way - Time Marches On                                                    |
| 28883       |                                               | - I Want You To Be My Baby - You Know It Too                                               |
| 28983       |                                               | - Fat Sam From Birmingham - The Soona Baby                                                 |
| 29018       |                                               | - Nobody Knows You When You're Down And Out - Lollypop                                     |
| 29166       |                                               | - Only Yesterday - I Didn't Know What Time It Was                                          |
| 29263       |                                               | - If It's True - Wake Up Jacob                                                             |
| 29424       |                                               | - Locked-Up - Perdido                                                                      |
| 29655       |                                               | - Come And Get It - I Want You To Be My Baby                                               |
| 29860       |                                               | - Everything That's Made of Wood - I Gotta Move                                            |
| 30223       |                                               | - I Want You To Be My Baby - Run Joe                                                       |

### Lançamentos pela Navy V-disc
| Matriz | Faixas                                               |
| ------ | ---------------------------------------------------- |
| 17B    | - You Can't Get That No More - The End of My Worries |
| 258A   | - Deacon Jones - I Like 'Em Fat Like That            |
| 273    | - Bahama Joe - Nobody But Me                         |

### Lançamentos pela V-disc
| Matriz | Faixas                                                            |
| ------ | ----------------------------------------------------------------- |
| 158B   | - Is You Is Or Is You Ain't My Baby - Knock Me A Kiss             |
| 175A   | - I'm Gonna Move To The Outskirts of Town - I've Found A New Baby |
| 196B   | - Five Guys Named Moe - Jumpin' At The Jubilee                    |
| 237B   | - You Can't Get That No More - The End of My Worries              |
| 376A   | - How High Am I - Hey Now Let's Jive                              |
| 478A   | - Deacon Jones - I Like 'Em Fat Like That                         |
| 513B   | - Bahama Joe - Nobody But Me                                      |

### Lançamentos pela Alladin records
| Matriz | Faixas                                                                            |
| ------ | --------------------------------------------------------------------------------- |
| 3223   | - Dad Gum Ya Hide, Boy - Whiskey Do Your Stuff                                    |
| 3227   | - Ooo-Wee - I'll Die Happy                                                        |
| 3243   | - Hurry Home - A Dollar Down                                                      |
| 3246   | - I Seen What'cha Done - Messy Bessy                                              |
| 3249   | - Louis Blues - If I Had Any Sence I'd Go Back Home                               |
| 3264   | - Put Some Money In The Pot Boy 'Cause That Juice Is Runnin' Low - Yeah Yeah Baby |
| 3270   | - The Dripper - Fat Back And Corn Liquor                                          |
| 3279   | - Gal You Need A Whippin' - Time Is A-Passin'                                     |
| 3295   | - It's Hard To Be Good - Gotta Go                                                 |
| 513B   | - Bahama Joe - Nobody But Me                                                      |

### Lançamentos pela Tangerine

#### Hallejuah...LJ is back! (Versão americana)
1. The Troubador
2. Don' Wait Too Long (somente nos EUA)
3. Saturday Night Fish Fry
4. September Song (somente nos EUA)
5. Honey Bee
6. My Friends
7. Cole Slaw
8. Time is Running Out
9. El Camino Real  (somente nos EUA)
10. My Love and Devotion
11. You Can Depend on Me (somente nos EUA)

#### Hallelujah...LJ is back! (Versão britânica)
1. Hard Head (somente no Reino Unido)
2. What I'd Say (somente no Reino Unido)
3. You're My Mule (somente no Reino Unido)
4. Don't Send Me Flowers (somente no Reino Unido)
5. The Troubador
6. Saturday Night Fish Fry
7. Honey Bee
8. My Friends
9. Cole Slaw
10. Time is Running Out
11. El Camino Real
12. Hop, Skip and Jump

#### Outros Lançamentos
| Matriz | Faixas                                                        |
| ------ | ------------------------------------------------------------- |
| 924    | - Texarkana Twist - You're My Mule                            |
| 926    | - Working Man - The Meeting                                   |
| 930    | - Hard Head - Never Know When a Woman Changes Her Mind        |
| 933    | - Point of No Return - Don't Send Me Flowers                  |
| 937    | - Old Age - What I'd Say                                      |
| 942    | - The Troubador - Time is Running Out                         |
| 947    | - Saturday Night Fish Fry - Ain't Nobody Here But Us Chickens |
| 958    | - 65 Bars - Coming Home                                       |

## Singles de sucesso
| Lançamento | Título                                                             | Paradas de Sucesso | Paradas de Sucesso | Notas |
| Lançamento | Título                                                             | US R&B/Race Charts | US Charts          | Notas |
| ---------- | ------------------------------------------------------------------ | ------------------ | ------------------ | --- |
| 1942       | "I'm Gonna Leave You on the Outskirts of Town"                     | 3                  |                    | |
| 1942       | "What's the Use of Getting Sober (When You Gonna Get Drunk Again)" | 1                  |                    | |
| 1943       | "The Chicks I Pick Are Slender and Tender and Tall"                | 10                 |                    | |
| 1943       | "Five Guys Named Moe"                                              | 3                  |                    | |
| 1943       | "That'll Just 'Bout Knock Me Out"                                  | 8                  |                    | |
| 1943       | "Ration Blues"                                                     | 1                  | 11                 | Primeiro sucesso "crossover" de Jordan, ou seja, atingiu tanto as paradas negras e brancas quando havia segregação racial nas radios americanas |
| 1944       | "G.I. Jive"                                                        | 1                  | 1                  | |
| 1944       | "Is You Is or Is You Ain't My Baby"                                | 3                  | 2                  | |
| 1945       | "Mop! Mop!"                                                        | 1                  |                    | |
| 1945       | "You Can't Get That No More"                                       | 2                  | 11                 | |
| 1945       | "Caldonia"                                                         | 1                  | 6                  | Renomeado para "Caldonia Boogie" para as parada dos Estados Unidos                                                                              |
| 1945       | "Somebody Done Changed the Lock on My Door"                        | 3                  |                    | |
| 1945       | "My Baby Said Yes"                                                 |                    | 14                 | Dueto com Bing Crosby |
| 1946       | "Buzz Me"                                                          | 1                  | 9                  | |
| 1946       | "Don't Worry 'Bout That Mule"                                      | 1                  |                    | |
| 1946       | "Salt Pork, West Virginia"                                         | 2                  |                    | |
| 1946       | "Reconversion Blues"                                               | 2                  |                    | |
| 1946       | "Beware (Brother, Beware)"                                         | 2                  | 20                 | |
| 1946       | "Don't Let the Sun Catch You Cryin'"                               | 3                  |                    | |
| 1946       | "Stone Cold Dead in the Market (He Had It Coming)"                 | 1                  | 7                  | Dueto com Ella Fitzgerald |
| 1946       | "Petootie Pie"                                                     | 3                  |                    | Dueto com Ella Fitzgerald |
| 1946       | "Choo Choo Ch'Boogie"                                              | 1                  | 7                  | |
| 1946       | "That Chick's Too Young to Fry"                                    | 3                  |                    | |
| 1946       | "Ain't That Just Like a Woman (They'll Do It Every Time)"          | 1                  | 17                 | |
| 1946       | "Ain't Nobody Here But Us Chickens"                                | 1                  | 6                  | |
| 1946       | "Let The Good Times Roll"                                          | 2                  |                    | |
| 1947       | "Texas and Pacific"                                                | 1                  | 20                 | |
| 1947       | "I Like 'Em Fat Like That"                                         | 5                  |                    | |
| 1947       | "Open the Door, Richard!"                                          | 2                  | 6                  | |
| 1947       | "Jack, You're Dead"                                                | 1                  | 21                 | |
| 1947       | "I Know What You're Puttin' Down"                                  | 3                  |                    | |
| 1947       | "Boogie Woogie Blue Plate"                                         | 1                  | 21                 | |
| 1947       | "Early in the Mornin'"                                             | 3                  |                    | |
| 1947       | "Look Out"                                                         | 5                  |                    | |
| 1948       | "Barnyard Boogie"                                                  | 2                  |                    | |
| 1948       | "How Long Must I Wait for You"                                     | 9                  |                    | |
| 1948       | "Reet, Petite and Gone"                                            | 4                  |                    | |
| 1948       | "Run Joe"                                                          | 1                  | 23                 | |
| 1948       | "All for the Love of Lil"                                          | 13                 |                    | |
| 1948       | "Pinetop's Boogie Woogie"                                          | 14                 |                    | |
| 1948       | "Don't Burn the Candle at Both Ends"                               | 4                  |                    | |
| 1948       | "We Can't Agree"                                                   | 14                 |                    | |
| 1948       | "Daddy-O"                                                          | 7                  |                    | Dueto com Martha Davis |
| 1948       | "Pettin' and Pokin'"                                               | 5                  |                    | |
| 1949       | "Roamin' Blues"                                                    | 10                 |                    | |
| 1949       | "You Broke Your Promise"                                           | 3                  |                    | |
| 1949       | "Cole Slaw (Sorghum Switch)"                                       | 7                  |                    | |
| 1949       | "Every Man to His Own Profession"                                  | 10                 |                    | |
| 1949       | "Baby, It's Cold Outside"                                          | 6                  | 9                  | Dueto com Ella Fitzgerald |
| 1949       | "Beans and Corn Bread"                                             | 1                  |                    | |
| 1949       | "Saturday Night Fish Fry (Partes 1 e 2)"                           | 1                  | 21                 | |
| 1950       | "School Days"                                                      | 5                  |                    | |
| 1950       | "Blue Light Boogie (Partes 1 e 2)"                                 | 1                  |                    | |
| 1950       | "I'll Never Be Free"                                               | 7                  |                    | Dueto com Ella Fitzgerald |
| 1950       | "Tamburitza Boogie"                                                | 10                 |                    | |
| 1951       | "Lemonade"                                                         | 5                  |                    | |
| 1951       | "Tear Drops from My Eyes"                                          | 4                  |                    | |
| 1951       | "Weak Minded Blues"                                                | 5                  |                    | |

## Coletâneas
Há uma quantidade muito grande de coletâneas de Louis Jordan disponíveis no mercado altualmente, algumas das mais famosas são:
A gravadora Bear Family da Alemanha lançou uma vasta coleção de nove CDs em 1994 com os trabalhos completos de Jordan em sua estadia na Decca Records, chamado "Let the Good Times Roll: the Complete Decca Recordings 1938-1954"..
A Proper Records do Reino Unido também lançou uma coleção de 4 CDs, contendo 102 faixas chamada "Jivin' With Jordan" que inclui os trabalhos essenciais de Jordan na época da Decca Records.
Uma das mais abrangentes coletâneas de singles de Jordan foi lançada em 1975 pela MCA Records com o titulo de  "The Best of Louis Jordan".